# Такома Парк (Мериленд)
Такома Парк (енгл. Takoma Park) град је у америчкој савезној држави Мериленд.

## Демографија
По попису из 2010. године број становника је 16.715, што је 584 (-3,4%) становника мање него 2000. године.
| Група             | 2000.         | 2010.         |
| Белци             | 7.638 (44,2%) | 7.244 (43,3%) |
| Афроамериканци    | 5.876 (34,0%) | 5.843 (35,0%) |
| Азијати           | 754 (4,4%)    | 730 (4,4%)    |
| Хиспаноамериканци | 2.494 (14,4%) | 2.417 (14,5%) |
| Укупно            | 17.299        | 16.715        |